# Anambad
Anambad o Nambad (? — Llívia, 731) fou un bisbe d'Urgell. Es troba documentat en un manuscrit datat vers 725.
L'any 731 el bisbe Anambad d'Urgell, que davant la rebel·lió de l'amazic Munussa havia restat fidel al governador àrab, és capturat pel cabdill rebel i cremat viu en una foguera a Llívia.
Per posar-nos en context de la situació de l'època:
El 731 tenim a la península contingents amazics que s'estan rebel·lant contra el domini àrab. Anambad, l'aleshores bisbe d'Urgell, no va voler ajudar els rebels i va restar fidel a l'autoritat del legítim governador (àrab), per la qual cosa va ser capturat per Munussa, cabdill amazic que liderava la revolta a la zona. Munussa va executar immediatament els partidaris d'Anambad, però a aquest va preferir portar-lo viu fins a Llívia i cremar-lo allà a la foguera.
Munussa havia tornat ràpidament a Llívia, la seva plaça forta, perquè els àrabs ja havien reaccionat a la seva revolta i havien enviat tropes per fer-li front. Abd-al-Rahman, comandant de les forces àrabs, va posar setge a Llívia; i Munussa, veient que no podria resistir gaire temps, va mirar de fugir d'amagat. Abd-al-Rahman se'n va adonar i el va perseguir. Veient-se acorralat, sembla que Munussa es va llençar per un penya-segat. La seva esposa, Lampègia, va ser empresonada i enviada (732) al califa de Damasc com a regal (un regal ben preuat, car si era maca o lletja no ho sabem, però sí sabem que a banda d'esposa de Munussa era filla del duc d'Aquitània).